# ハファエル・アスンソン
ハファエル・アスンソン（Raphael Assunção、1982年7月19日 - ）は、ブラジルの男性元総合格闘家。ペルナンブーコ州レシフェ出身。アセンションMMA所属。ハファエル・アスンサオとも表記される。
ブラジリアン柔術仕込みの高いグラウンド能力を持ち、トリッキーな動きで相手を翻弄する。パウンドも主武器のひとつ。
兄ジュニオール・アスンソン、弟フレディ・アスンソンも総合格闘家である。

## 来歴
いとこやホイス・グレイシーに影響されて18歳から格闘技を始め、パンアメリカン柔術選手権や松濤館流空手で優勝した。
2004年、ジョージア州開催のISCFで総合格闘家としてデビュー。デビュー以来4連勝し、2005年4月21日のFull Throttle 1ではホルヘ・マスヴィダルに判定勝ち。
2006年2月18日、AFCでジョー・ローゾンと対戦。体格差のあるローゾン相手に一方的に攻め続け、2Rにパウンドの連打からローゾンの左腕をアームバー気味に捻り上げ一本勝ち。

### WEC
2009年4月5日、WEC初参戦となったWEC 40でジャミール・"ザ・サージェント"・マスーと対戦し、3-0の判定勝ちを収めた。
2010年1月10日、WEC 46でユライア・フェイバーと対戦し、チョークスリーパーで一本負け。

### UFC
2011年3月19日、WEC統合によりUFC初参戦となったUFC 128でエリック・コクと対戦し、キャリア初のKO負けを喫した。
2011年8月27日、バンタム級転向初戦となったUFC 134でジョニー・エドゥアルドと対戦し、3-0の判定勝ちを収めた。
2013年10月9日、UFC Fight Night: Maia vs. Shieldsでバンタム級ランキング9位のTJ・ディラショーと対戦し、2-1の判定勝ち。ファイト・オブ・ザ・ナイトを受賞した。
2014年5月24日、UFC 173でヘナン・バラオンの持つUFC世界バンタム級王座に挑戦予定だったが、肋骨の負傷が回復せずに欠場した。
2014年10月4日、UFC Fight Night: MacDonald vs. Saffiedineでバンタム級ランキング10位のブライアン・キャラウェイと対戦し、判定勝ち。
2015年3月21日、UFC Fight Night: Maia vs. LaFlareで試合が組まれていたが足首の怪我で欠場した。
2016年7月9日、1年9か月ぶりの復帰戦となったUFC 200でバンタム級ランキング1位のTJ・ディラショーと対戦し、判定負けを喫した。
2017年1月28日、UFC on FOX 23でバンタム級ランキング7位のアルジャメイン・スターリングと対戦し、2-1の判定勝ち。
2017年11月11日、UFC Fight Night: Poirier vs. Pettisでバンタム級ランキング13位のマシュー・ロペスと対戦し、右フックでKO勝ち。
2018年7月7日、UFC 226でバンタム級ランキング11位のロブ・フォントと対戦し、3-0の判定勝ち。
2019年2月2日、UFC Fight Night: Assunção vs. Moraes 2でバンタム級ランキング4位のマルロン・モラエスと再戦し、ギロチンチョークで1R一本負け。
2019年8月17日、UFC 241でバンタム級ランキング9位のコーリー・サンドヘイゲンと対戦し、判定負け。
2020年6月6日、UFC 250でバンタム級ランキング9位のコーディ・ガーブラントと対戦し、右フックで2RKO負け。
2022年10月15日、UFC Fight Night: Grasso vs. AraújoでDEEPバンタム級王者のビクター・ヘンリーと対戦し、3-0の判定勝ち。約4年半ぶりの勝利を収め連敗を4でストップした。
2023年3月11日、UFC Fight Night: Yan vs. Dvalishviliでデイビー・グラントと対戦。テイクダウンで試合を優勢に進めるも3Rの終了間際に横三角絞めで一本負け。試合後にグローブをマットに置き現役引退を表明した。

## 戦績
| 総合格闘技 戦績 | 総合格闘技 戦績 | 総合格闘技 戦績 | 総合格闘技 戦績 | 総合格闘技 戦績 | 総合格闘技 戦績 | 総合格闘技 戦績 |
| --------------- | --------------- | --------------- | --------------- | --------------- | --------------- | --------------- |
| 38 試合         | (T)KO           | 一本            | 判定            | その他          | 引き分け        | 無効試合        |
| 28 勝           | 4               | 10              | 14              | 0               | 0               | 0               |
| 10 敗           | 3               | 3               | 4               | 0               | 0               | 0               |

| 勝敗 | 対戦相手                               | 試合結果                         | 大会名                                    | 開催年月日     |
| ×    | デイビー・グラント                     | 3R 4:43 横三角絞め               | UFC Fight Night: Yan vs. Dvalishvili      | 2023年3月11日  |
| ○    | ビクター・ヘンリー                     | 5分3R終了 判定3-0                | UFC Fight Night: Grasso vs. Araújo        | 2022年10月15日 |
| ×    | リッキー・シモン                       | 2R 2:14 KO（右フック→パウンド）  | UFC Fight Night: Lewis vs. Daukaus        | 2021年12月18日 |
| ×    | コーディ・ガーブラント                 | 2R 4:59 KO（右フック）           | UFC 250: Nunes vs. Spencer                | 2020年6月6日   |
| ×    | コーリー・サンドヘイゲン               | 5分3R終了 判定0-3                | UFC 241: Cormier vs. Miocic 2             | 2019年8月17日  |
| ×    | マルロン・モラエス                     | 1R 3:17 ギロチンチョーク         | UFC Fight Night: Assunção vs. Moraes 2    | 2019年2月2日   |
| ○    | ロブ・フォント                         | 5分3R終了 判定3-0                | UFC 226: Miocic vs. Cormier               | 2018年7月7日   |
| ○    | マシュー・ロペス                       | 3R 1:50 KO（右フック）           | UFC Fight Night: Poirier vs. Pettis       | 2017年11月11日 |
| ○    | マルロン・モラエス                     | 5分3R終了 判定2-1                | UFC 212: Aldo vs. Holloway                | 2017年6月3日   |
| ○    | アルジャメイン・スターリング           | 5分3R終了 判定2-1                | UFC on FOX 23: Shevchenko vs. Pena        | 2017年1月28日  |
| ×    | TJ・ディラショー                       | 5分3R終了 判定0-3                | UFC 200: Tate vs. Nunes                   | 2016年7月9日   |
| ○    | ブライアン・キャラウェイ               | 5分3R終了 判定3-0                | UFC Fight Night: MacDonald vs. Saffiedine | 2014年10月4日  |
| ○    | ペドロ・ムニョス                       | 5分3R終了 判定3-0                | UFC 170: Rousey vs. McMann                | 2014年2月22日  |
| ○    | TJ・ディラショー                       | 5分3R終了 判定2-1                | UFC Fight Night: Maia vs. Shields         | 2013年10月9日  |
| ○    | ヴァウアン・リー                       | 2R 1:51 腕ひしぎ十字固め         | UFC on Fuel TV 10: Nogueira vs. Werdum    | 2013年6月8日   |
| ○    | マイク・イーストン                     | 5分3R終了 判定3-0                | UFC on FOX 5: Henderson vs. Diaz          | 2012年12月8日  |
| ○    | 田村一聖                               | 2R 0:25 TKO（左フック→パウンド） | UFC on Fuel TV 4: Munoz vs. Weidman       | 2012年7月11日  |
| ○    | ジョニー・エドゥアルド                 | 5分3R終了 判定3-0                | UFC 134: Silva vs. Okami                  | 2011年8月27日  |
| ×    | エリック・コク                         | 1R 2:32 KO（右フック）           | UFC 128: Shogun vs. Jones                 | 2011年3月19日  |
| ○    | L.C.デイビス                           | 5分3R終了 判定3-0                | WEC 52: Faber vs. Mizugaki                | 2010年11月11日 |
| ×    | ディエゴ・ヌネス                       | 5分3R終了 判定1-2                | WEC 49: Varner vs. Shalorus               | 2010年6月20日  |
| ×    | ユライア・フェイバー                   | 3R 3:49 チョークスリーパー       | WEC 46: Varner vs. Henderson              | 2010年1月10日  |
| ○    | イーブス・ジャボウィン                 | 5分3R終了 判定2-1                | WEC 43: Cerrone vs. Henderson             | 2009年10月10日 |
| ○    | ジャミール・"ザ・サージェント"・マスー | 5分3R終了 判定3-0                | WEC 40: Torres vs. Mizugaki               | 2009年4月5日   |
| ○    | ジョー・ピアソン                       | 1R 0:12 TKO（パンチ連打）        | Ironheart Crown 12: Resurrection          | 2008年11月8日  |
| ○    | アーロン・ウィリアムス                 | 1R 3:22 腕ひしぎ十字固め         | American Fight League: Erupption          | 2008年3月7日   |
| ○    | ケビン・ギットマイアー                 | 5分3R終了 判定3-0                | ISCF: Head on Collision                   | 2007年6月1日   |
| ○    | タイラー・グランウォルド               | 2R 0:56 三角絞め                 | ISCF: Battle of Rome 2                    | 2007年4月21日  |
| ×    | ジェフ・カラン                         | 5分3R終了 判定0-2                | XFO 13: Operation Beatdown                | 2006年11月11日 |
| ○    | ジェームス・バーズリー                 | 3R 1:42 チョークスリーパー       | CFC: Border Warz                          | 2006年10月14日 |
| ○    | ニック・ママリス                       | 1R 3:35 腕ひしぎ十字固め         | Ring of Fire 26: Relentless               | 2006年9月9日   |
| ○    | ジョー・ローゾン                       | 2R 4:37 腕ひしぎ十字固め         | Absolute Fighting Championships 15        | 2006年2月18日  |
| ○    | ウィリアム・マグロースリン             | 2R 3:58 ギロチンチョーク         | Full Throttle 4                           | 2005年9月9日   |
| ○    | ホルヘ・マスヴィダル                   | 5分3R終了 判定3-0                | Full Throttle 1                           | 2005年4月21日  |
| ○    | ブランドン・ブレッドソー               | 1R 2:31 腕ひしぎ十字固め         | ISCF: Compound Fracture 2                 | 2005年2月4日   |
| ○    | チャド・ローシュ                       | 1R 0:54 ギロチンチョーク         | ISCF: Compound Fracture                   | 2004年10月15日 |
| ○    | スコット・ジョンソン                   | 1R 2:41 腕ひしぎ十字固め         | ISCF: Anarchy in August 2                 | 2004年8月7日   |
| ○    | クリス・クラーク                       | 1R TKO（パンチ連打）             | ISCF: Friday Night Fight                  | 2004年1月23日  |

## 表彰
- ブラジリアン柔術 黒帯
- UFC ファイト・オブ・ザ・ナイト（1回）
- UFC パフォーマンス・オブ・ザ・ナイト（1回）